# Ghetto de Slonim
Le ghetto de Slonim (aout 1941 — décembre 1942) — est un des 302 ghettos de Biélorussie pendant la Seconde Guerre mondiale, un lieu de résidence forcée de la population juive de la ville de Slonim, en Biélorussie, en application du processus de la Shoah, pendant l'occupation des territoires de l'URSS par les armées du Troisième Reich. Il s'agit d'un ghetto dans lequel la résistance juive permet à 500 personnes de s'échapper et de rejoindre la résistance.

## La communauté juive de Slonim

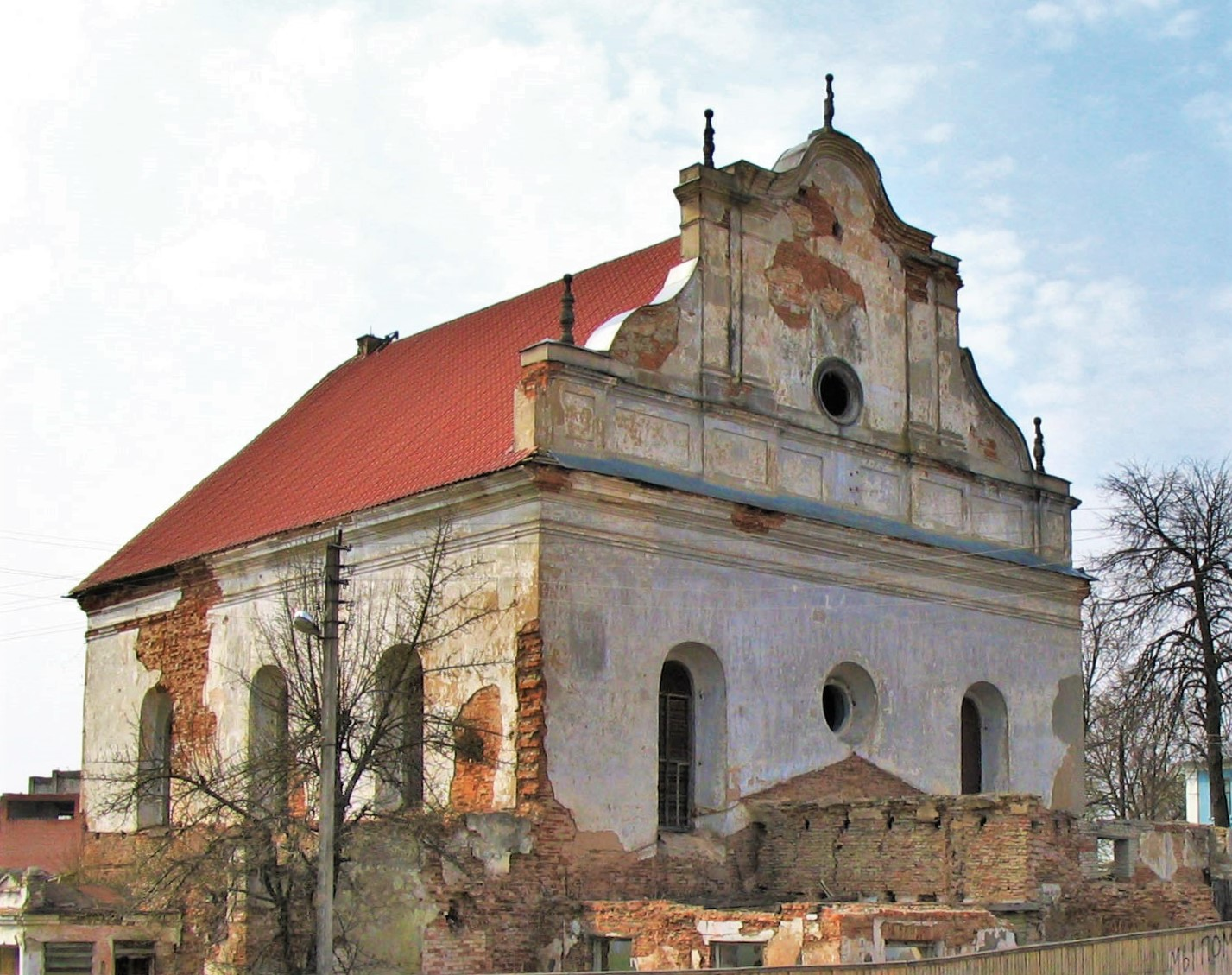
Synagogue, Slonim

La communauté juive de Slonim est attestée depuis 1551, même s'il est probable qu'elle existait auparavant. Elle commence à prospérer au milieu du XVIIIe siècle avec la construction du canal Oginski (en) et le développement du commerce. Au recensement de 1897, la population juive de Slonim s'élève à 10 588 personnes sur un total de 15 893 habitants.

## Occupation de Slonim et création du ghetto
Après l'occupation de la Pologne par les nazis, en septembre 1939, la population Juive de Slonim est accrue par des réfugiés et atteint 27 000 personnes, c'est-à-dire presque 80 % de la population totale,,.
Après la rupture du pacte germano-soviétique, par Hitler, en juin 1941, la ville se trouve sous l'occupation allemande pendant plus de 3 ans,, depuis le 26 juin 1941 jusqu'au 10 juillet 1944. L'armée rouge recule précipitamment et la plupart des Juifs de la partie occidentale de la Biélorussie n'ont pas le temps d'évacuer.
Le plan des nazis concernant la Solution finale de la question juive, à Slonim, débute comme dans d'autres villes, par la prise de mesures contre les Juifs. Dès la prise de la ville par les forces d'occupations, ces dernières ordonnent aux Juifs, sous peine de mort, de coudre sur leurs vêtements l'Étoile de David, et obligent les hommes à passer la nuit dans la synagogue, à l'exclusion de tout autre endroit. Puis ils forcent les Juifs à créer un Judenrat. À peine est-il constitué que les Allemands fusillent ses premiers membres. Une contribution financière de deux millions de roubles est alors imposée à la communauté juive.
Le 17 juillet 1941, les nazis tuent 1 200 Juifs de Slonim, dans la banlieue de la ville,.
À la mi-août 1941 (certains citent le mois de décembre 1941), les Juifs de Slonim et des hameaux environnants sont chassés dans le ghetto, par les Allemands à un emplacement situé près de la rivière Chtchara et du canal Oginski (en), avec interdiction de sortir du ghetto et, pour les non-juifs, d'y entrer,.

## Destruction du ghetto

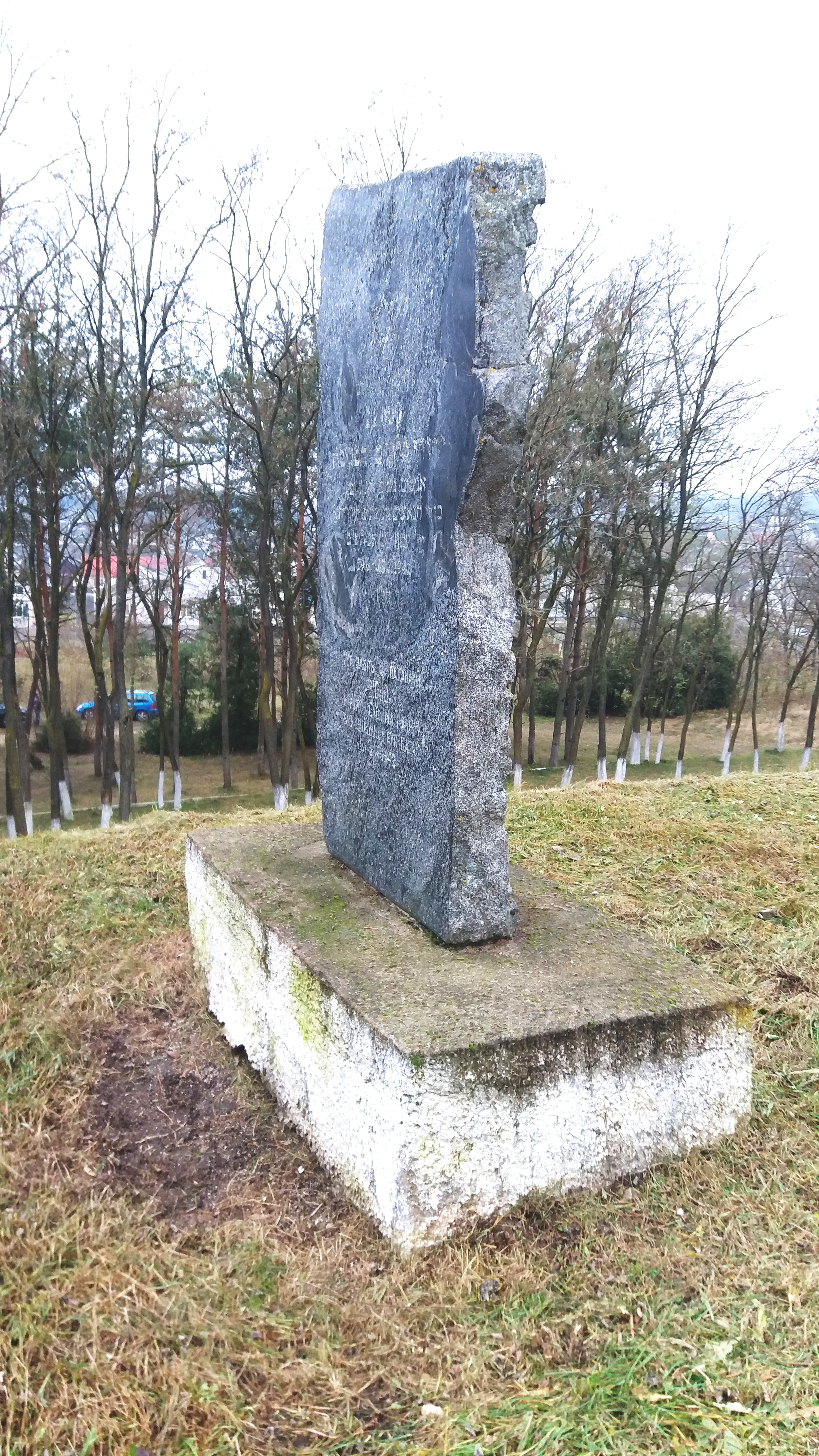
Mémorial à Petralevich Hill, sur le lieu d'exécution des Juifs du ghetto de Slonim qui ont été tués en juin-juillet 1942.

### Année 1941
De juin à novembre 1941, 10 000 personnes meurent de faim dans le ghetto.
Les 13 et 14 novembre 1941, de 8 000 à 9 000 habitants de Slonim et des villages environnants sont fusillées,,. Ces crimes sont exécutés, principalement, de la main des soldats de la Wehrmacht (la 6e compagnie du 727e régiment d'infanterie), avec la participation des Einsatzgruppen et de la police,.

### Juin 1942
En juin 1942, le commandant du détachement de partisans appelé « Chtchorsa », Pavel Proniagine, avertit les juifs de Slonim des projets de destruction complète du ghetto, imagine un plan de fuite, le transmet aux prisonniers du ghetto et organise une opération d'évasion des juifs de la ville vers les bois environnants. Environ 170 juifs du ghetto de Slonim, réussissent à s'arracher au ghetto et à se joindre aux partisans,,.
Le 29 juin 1942, le ghetto est encerclé par les Allemands, les collaborateurs baltes et les membres de la collaboration biélorusse pendant la Seconde Guerre mondiale. Le président du Judenräte est un des premiers à être tué. Les nazis encerclent le ghetto tellement vite que les clandestins n'ont pas le temps de porter secours aux prisonniers du ghetto qui sont tués sur place.
Durant quelques jours, le bataillon letton, sous le commandement du major Roubénisse, prend part à ces tueries.
Autour d'eux il n'y a plus que des juifs morts, entièrement déshabillés, les dents en or arrachées. Edgard Voulnis Kapdar, membre de ce bataillon, photographie des scènes de massacres de masse, puis vend ses photos 5 Marks pièce. Le Lieutenant letton Eglasse se vante cyniquement, au milieu des coups de feu : « À 30 mètres, droit dans la tête, pour moi c'est simple ! »,.

### Juillet 1942
Durant les deux semaines précédant le 15 juillet, environ 9 000 juifs de Slonim sont tués — les Allemands incendient les alentours du ghetto, puis tirent sur ceux qui tentent de fuir et jettent des grenades dans les maisons des prisonniers du ghetto,,.
Pendant les quelques jours qui suivent le pogrom du 29 juin 1942, les juifs commencent à sortir de leurs cachettes et essayent de sortir du bois. Les Allemands annoncent que l'"action" est terminée (c'est par cet euphémisme que les Allemands appellent les massacres et l'organisation de ceux-ci), que les juifs n'ont plus rien à craindre, et qu'ils les rassemblent dans des équipes de travailleurs, n'exigeant d'eux qu'une seule chose : porter sur eux l'étoile de David. Quelques centaines de Juifs croient à ces mensonges, sont interceptés et fusillés.
Suivant des sources étayées par des documents, le 31 juillet 1942, 8 000 juifs sont tués à Slonim. Toutefois 150 artisans spécialisés sont, selon les témoignages, simplement retirés des rangs des condamnés et laissés en vie, mais les membres de leurs familles sont, quant à eux, fusillés.

### Résistance
Le ghetto de Slonim connaît une opération de résistance qui concerne 500 prisonniers du camp et des partisans extérieurs au camp. Ce sont les organisations clandestines du camp qui permettent ce soulèvement. Il est l'un de plusieurs dizaines de soulèvements de ghettos durant la Seconde Guerre mondiale.
Dès la fin de l'année 1941, une organisation clandestine est créée dans le ghetto de Slonim et elle entre en action sous la direction de Gerts Chepetinskiy (qui n'avait que 19 ans). Une liaison est créée avec les partisans et d'autres organisations locales clandestines et encore avec le groupe de résistants sous le commandement de P.V. Proniagin,.
En juillet 1942, au moment du massacre en masse des prisonniers du ghetto, une partie des jeunes Juifs réussit à se soulever contre les nazis et leurs complices. Environ 500 personnes parviennent à s'enfuir dans les bois et la plupart d'entre eux se joignent aux partisans.

### Août, septembre, décembre 1942
Le 20 août 1942 les Allemands fusillent encore 400 juifs.
Au début de septembre 1942, il reste encore 300 juifs en vie à Slonim, qui sont tués en décembre 1942, quand le ghetto de Slonim est totalement détruit.
La plupart des massacres sont organisés à proximité de Slonim - sur le mont Pietraliévitch, et dans les champs de Tchepelevsky.
Selon le témoignage du commissaire de district de Slonim, Erena, sur une période d'un an et demi d'occupation de Slonim 25 000 Juifs sont tués.
En décembre 1942, le 271e bataillon des collaborateurs baltes lettons prend part à la lutte contre les partisans, à Slonim, et à l'extermination d'une population pacifique. À propos de l'une des opérations, dans le raïon de Jirovitch, Byten Kosava communique : « Chaque bandit, tzigane ou juif était considéré comme un ennemi... Sur les territoires se trouvant dans les limites des opérations, 28 658 juifs et 30 tziganes furent exécutés. »
De nombreuses maisons furent incendiées au cours du "nettoyage" final du ghetto.Bientôt le feu s'étendit à tout le ghetto. Les quelques Juifs encore vivant dans les caves furent asphyxiés par la fumée ou écrasés sous les ruines, enfin de nouveaux groupes arrivèrent avec des bidons d'essence; et brûlèrent dans les rues les morts et les blessés.

## Mémoire

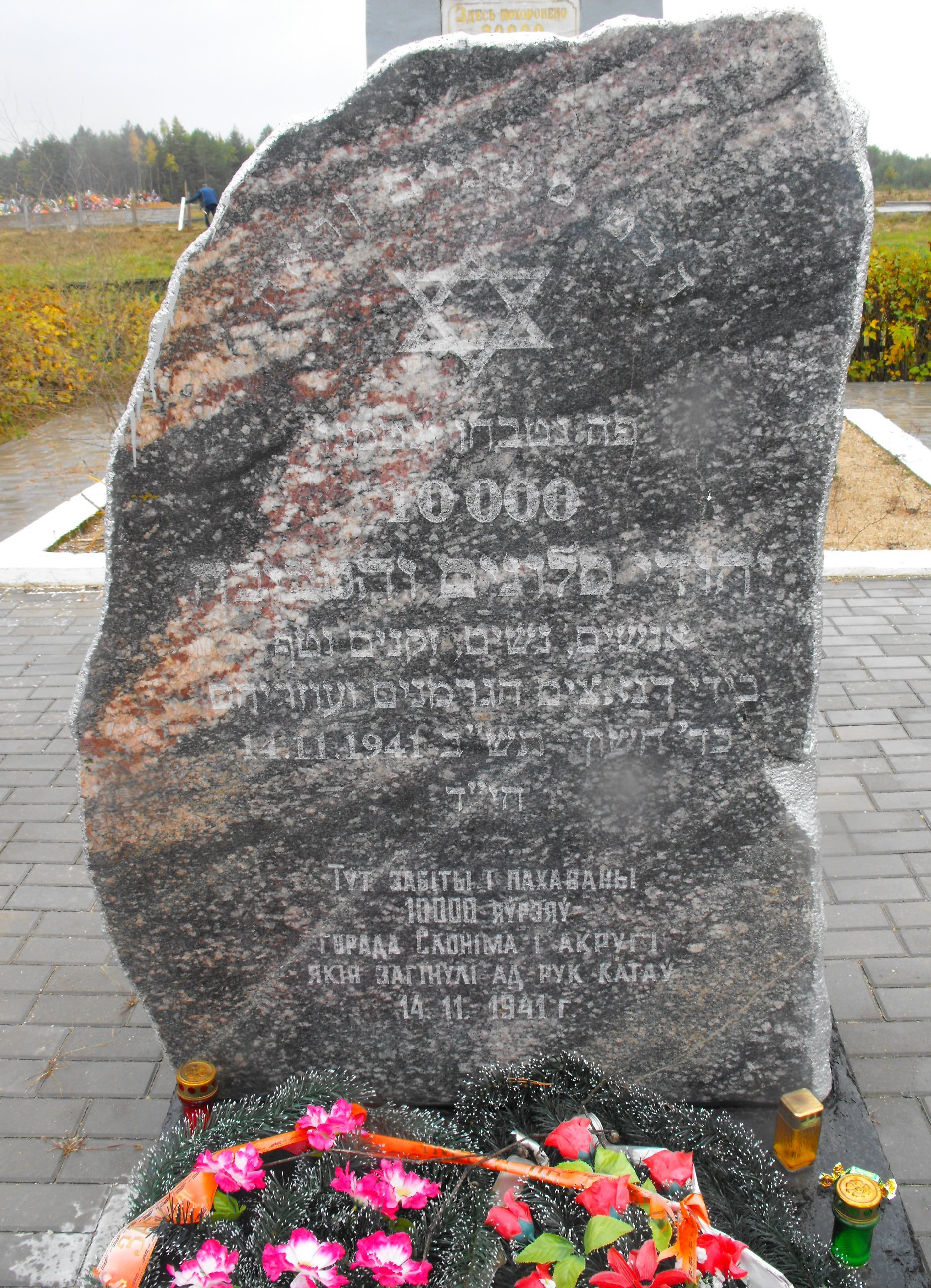
Mémorial : à ce endroit (champ de Tchepelevsky), le 14 novembre 1941 sont tués environ 10000 Juifs de Slonim et des villages environnants par les nazis et la police sous leurs ordres

En 1994 à Slonim, à l'emplacement de l'ancien cimetière juif un mémorial est édifié, en souvenir des Juifs tués parmi les prisonniers du ghetto de Slonim,, à l'endroit des tueries du 14 novembre 1941, du 29 juin au 15 juillet 1942 et du 17 juillet 1941.

### Sources
- (ru) Cet article est partiellement ou en totalité issu de l’article de Wikipédia en russe intitulé « Слонимское гетто » (voir la liste des auteurs).
- (ru) Книга:Справочник о местах принудительного содержания гражданского населения на оккупированной территории Беларуси 1941-1944 (Recueil des lieux d'extermination des populations dans la Biélorussie occupée)
- (ru) Смиловицкий, Леонид Львович Гетто Белоруссии — примеры геноцида (из книги «Катастрофа евреев в Белоруссии, 1941—1944 гг.» (Léonide Simlovitskiy, le ghetto en Biélorussie -exemple de génocide, du livre : La catastrophe des Juifs en Biélorussie).
- (be) Национальный архив Республики Беларусь (НАРБ). — фонд 4683, опись 3, дело 971, лист 359 ; (Archives nationales de la République biélorusse).[3]
- (ru) Национальный архив Республики Беларусь (НАРБ). — фонд 861, опись 1, дело 1, листы 68а, 69[8] ; (Archives nationales de la République biélorusse).
- (ru) Государственный архив Российской Федерации (ГАРФ). — фонд 7445, опись 2, дело 156, листы 55-57 ; (Archives de l'état de la fédération de Russie).[8]